# さんま&所の大河バラエティ!超近現代史!人間は相変わらずアホか!?
『さんま&所の大河バラエティ!超近現代史!人間は相変わらずアホか!?』（さんまアンドところのたいがバラエティ ちょうきんげんだいし にんげんはあいかわらずアホか）とは、日本テレビ系列で2007年から2012年まで不定期に放送されていた明石家さんまと所ジョージが司会を務める冠番組であり、バラエティ特別番組である。ステレオ放送、文字多重放送を実施している。

## 概要
バブル経済崩壊後から現在までを『超近現代史』と名付け、政治・経済・文化・科学・人物・風俗・言語・ブーム・ファッション・音楽などあらゆる面から振り返る。明石家さんまと所ジョージが共演する特別番組はかつて同局で放送されていた『さんま・所のオシャベリの殿堂』以来となる（『1億人の大質問!?笑ってコラえて!』の年末特番を除く）。第2回は前回放送からの3年間を『超超近現代史』と名付け、同じくあらゆる面から振り返る。第3回・第4回は第二次世界大戦後から現在の日本を様々な角度から振り返る。

### 司会
- 明石家さんま
- 所ジョージ

## 第1回
| 回数  | 放送日時                   | 番組名                                                                     | 視聴率 |
| ----- | -------------------------- | -------------------------------------------------------------------------- | ------ |
| 第1回 | 2007年4月30日19:00 - 23:08 | 『20年大河バラエティ!超近現代史!さんま&所が解明!?人間は相変わらずアホか?』 | 18.0%  |

### 進行
- 久保純子

### 特別ゲスト
- ビートたけし

### ゲスト
| - 太田光（爆笑問題） - 中川翔子 - 麻木久仁子 | - 中山エミリ - 山田五郎 - 清水ミチコ | - 寺門ジモン（ダチョウ倶楽部） - ベッキー |

### コメンテーター
| - 糸井重里 - 茂木健一郎 | - 宮崎哲弥 - 池上彰 | - 米山公啓 - 武田双雲 |

### スタッフ
- 構成：大岩賞介/町山広美、そーたに、都築浩、池田一之、富樫佳織、遠藤絋司
- TM：江村多加司
- SW：高梨正利
- CAM：山田祐一
- MIX：大島康彦
- AUD：中村宏美
- VE：杉本裕治
- 照明：高橋明宏
- モニター：本木満
- 美術プロデューサー：高津光一郎
- デザイン：道勧英樹
- 美術協力：日テレアート
- 大道具：岩田有立
- オブジェ：中里昭博
- 電飾：柏木淳
- 持道具：吉田美樹
- 衣裳：村上絋美
- メイク：戸山奈津子
- 編集：IMAGICA、寺内太郎
- MA：小笠原恭司
- 音効：黒澤隆昌・村松聡（佳夢音）
- タイトル：守屋健太郎
- 映像協力：国立国会図書館、アフロ、PPS通信社、読売新聞社、朝日新聞社、中日新聞、毎日新聞社、日経エンタテインメント!、讀賣テレビ放送
- リサーチ：フォーミュレーション、フリード、フルタイム
- デスク：田口美和子、若松七恵、上松千花
- TK：南田めぐみ、木下渚
- 広報：立柗典子
- 編成：鯉渕友康、土谷幸弘
- 営業：佐藤俊之
- AD：原健吾、鍋田拓朗、貝瀬芳和、中津川健次郎
- AP：竹下美佐、岩田裕美、中田敦子、佐野優子
- 制作協力：日企、創輝、AX-ON
- ディレクター：田辺繁郎、原八仁、有村伸一郎、佐藤友美、杉本ルリ子、山浦克洋、滝田朋之、佐谷直子、大原正也、村上剛、鈴木潤一郎、井上芳朗、小林淳一、浦川智之、村井伸一、牛込剛、岡本光浩
- 演出：倉田忠明、笠間崇、住吉真知子、加納成人
- 総合演出：福士睦
- プロデューサー：面高直子、東山将之/宇佐美友教、江尻直孝、小川潔、正森和郎
- チーフプロデューサー：吉川圭三
- 製作著作：日本テレビ

## 第2回
| 回数  | 放送日時                   | 番組名                                                              | 視聴率 |
| ----- | -------------------------- | ------------------------------------------------------------------- | ------ |
| 第2回 | 2010年3月30日19:00 - 23:18 | 『さんま&所の大河バラエティ!超超近現代史!人間は相変わらずアホか!?』 | 14.1%  |

### 進行
- 馬場典子（日本テレビアナウンサー）

### 特別ゲスト
- ビートたけし

### ゲスト
| - 太田光（爆笑問題） - 櫻井翔（嵐） - 水道橋博士（浅草キッド） | - 里田まい - 浜田ブリトニー - 清水ミチコ | - 田中義剛 - 小倉優子 - はるな愛 | - 南明奈 - 北陽 - AKB48 |

### コメンテーター
| - 糸井重里 | - 宮崎哲弥 | - 手嶋龍一 | - 山田五郎 |

### スタッフ
- 構成：大岩賞介/町山広美、そーたに、都築浩、池田一之、富樫佳織
- TM：江村多加司
- SW：三井隆裕
- CAM：山田祐一
- MIX：大島康彦、中村宏美
- VE：佐久間治雄、鈴木昭博
- 照明：内藤晋
- 美術プロデューサー：高津光一郎
- デザイン：道勧英樹
- 美術協力：日テレアート
- 装置：小笠原憲仁
- 電飾：稲葉光宣、丹野順哉
- 装飾：高橋吉彦
- 花飾：藤崎華代
- 衣裳：宮田薫
- メイク：土屋裕子
- 技術協力：NiTRo、ヌーベルバーグ
- ENG：Zeta
- 編集：IMAGICA
- MA：小笠原恭司
- 音効：黒澤隆昌・村松聡（佳夢音）
- モニター：ジャパンテレビ
- CG：幻生社
- タイトル：守屋健太郎
- 映像協力：ITNソース/ロイター、Crackshots/CORBIS/amanaimages、アフロ、くらコーポレーション、グローバルエージェンツ
- リサーチ：フォーミュレーション、フリード、ビスポ
- デスク：田口美和子
- TK：坂本幸子
- 広報：河本香織
- 編成：鯉渕友康、土谷幸弘
- 営業：佐藤俊之
- AD：藤井良紀、雨宮依津好、富山俊一、曽我翔、両口奈穂、近藤新也
- AP：木村優子、岡里有佑子、江原里実
- フロアディレクター：元木美和、森田隆行、大石正通
- ディレクター：東海林大介、佐藤友美、杉本ルリ子、田辺繁郎、小林淳一、浦川智之、佐谷直子、鈴嶋直子、村上剛、米田浩平、平川大輔
- 演出：倉田忠明、加藤宏実/奥村竜、滝田朋之
- プロデューサー：遠藤正累、毛利忍、矢澤真/宇佐美友教、竹下美佐、阿河朋子、小川潔、大澤裕二
- 総合演出：福士睦
- チーフプロデューサー：安岡喜郎
- エグゼグティブプロデューサー：吉川圭三
- 制作協力：日企、えすと、創輝、AX-ON
- 製作著作：日本テレビ

## 第3回
| 回数  | 放送日時                   | 番組名                                                   | 視聴率 |
| ----- | -------------------------- | -------------------------------------------------------- | ------ |
| 第3回 | 2011年2月22日19:00 - 21:54 | 『大河バラエティ!超近現代史III 人間は相変わらずアホか?』 | 14.8%  |

### 進行
- 馬場典子（日本テレビアナウンサー）

### ゲスト
| - ウエンツ瑛士 - JOY - 柳原可奈子 | - ローラ - 岡本夏生 - 風間トオル | - 杉本彩 - 西村和彦 - 板東英二 | - 松居一代 - 松方弘樹 - 宮崎美子 | - 北原里英（AKB48） - 高城亜樹（AKB48） - 高橋みなみ（AKB48） | - 宮澤佐江（AKB48） - 蛯原友里 - 押切もえ | - 加賀まりこ - 小沢仁志 |

### コメンテーター
| - 荒俣宏 - 泉麻人 | - 海老原嗣生 - 茂木健一郎 | - 山田五郎 |

### スタッフ
- 構成：大岩賞介/町山広美、そーたに、都築浩、池田一之、岩佐真吾
- TM：江村多加司
- SW：三井隆裕
- CAM：津野祐一
- MIX：三石敏生
- VE：山口孝志
- 照明：内藤晋
- 美術プロデューサー：高津光一郎
- デザイン：道勧英樹
- 美術協力：日テレアート
- 装置：才原裕二
- 電飾：稲葉光宣
- 装飾：竹内秀和
- 衣裳：中島宏人
- メイク：小島梨香
- 技術協力：NiTRo、ヌーベルバーグ
- ENG：ヴィ・ビジョンスタジオ
- 編集：IMAGICA
- MA：西尾綾子
- 音効：黒澤隆昌・村松聡（佳夢音）
- モニター：ジャパンテレビ
- CG：幻生社
- タイトル：守屋健太郎
- 協力：オハラ探偵事務所、ベースボール・マガジン社、アフロ
- リサーチ：フォーミュレーション、フリード、ビスポ
- デスク：田口美和子
- TK：坂本幸子
- 広報：河本香織
- 編成：稲垣眞一
- 営業：佐藤俊之
- AD：小倉卓、高橋雅樹、日下潤、梅澤将
- AP：佐藤友美、朝倉康晴、木村優子
- フロアディレクター：元木秀和、大石正通
- ディレクター：大野聰介、廣瀬由紀子、木村光一、田辺繁郎、清田知宏、森田隆行、恵面亮介、小林淳一、村井伸一
- 演出：倉田忠明、加藤宏実
- プロデューサー：納富隆治、矢澤真/河野直樹、阿河朋子、江尻直孝、竹下美佐
- 総合演出：福士睦
- チーフプロデューサー：安岡喜郎
- エグゼグティブプロデューサー：吉川圭三
- 制作協力：日企、えすと
- 製作著作：日本テレビ

## 第4回
| 回数  | 放送日時                   | 番組名                                                  | 視聴率 |
| ----- | -------------------------- | ------------------------------------------------------- | ------ |
| 第4回 | 2012年10月9日19:00 - 21:54 | 『大河バラエティ!超近現代史4 人間は相変わらずアホか!?』 | 10.8%  |

### 進行
- 馬場典子（日本テレビアナウンサー）

### ゲスト
| - ももいろクローバーZ - 樹木希林 - ローラ | - 千原ジュニア - 柴田理恵 - ピース | - 高畑淳子 - ビビる大木 - クリス松村 | - いとうあさこ - 鈴木奈々 - 栗原類 | - 具志堅用高 - 三ツ矢雄二 - あき竹城 | - 小林麻耶 - 岡本夏生 - JOY | - 千葉雄大 |

### コメンテーター
| - 田原総一朗 - 勝間和代 | - 山田五郎 - 森田豊 | - 吉田豪 - 宇野常寛 | - 足立光 - マダム由美子 | - クリス・ペプラー - 鈴木裕之 |

### スタッフ
- 構成：大岩賞介/岩佐真吾、町山広美、池田一之、そーたに、都築浩
- ナレーション：井上和彦
- TM：江村多加司
- SW：三井隆裕
- CAM：山田祐一
- MIX：池田正義
- VE：石山実、芽野温子
- 照明：小川勉
- 美術プロデューサー：高津光一郎
- デザイン：道勧英樹
- 美術協力：日テレアート
- 装置：小笠原憲仁
- 電飾：政岡悠一郎
- 装飾：伊沢英樹
- メイク：土屋裕子
- 技術協力：NiTRO、ヌーベルバーグ
- 編集：小嶺浩一、鶴了道（ヌーベルバーグ）
- MA：横山圭美（ヌーベルバーグ）
- 音効：黒澤隆昌、村松聡（佳夢音）
- モニター：ジャパンテレビ
- CG：DRAGON POOH、ぴーたん
- アニメ：森三平
- タイトル：守屋健太郎
- 協力：株式会社シンクロ・フード、有限会社ランドマークス、株式会社福島発篠製作所、株式会社CJプライムショッピング、株式会社サボックス 逆立ち健康法普及会、株式会社スターサークル、e-Chance、アフロ、株式会社ファイティングロード
- リサーチ：フォーミュレーション、フリード、リベラス
- デスク：田口美和子
- TK：坂本幸子
- 広報：明比雪
- 編成：下田明宏、鈴木淳一
- 営業：東井文太
- AD：山口絵梨香、日下潤、米山龍登、池一恵、成毛由希、西脇由加、梅澤将、芦田唯一
- フロアディレクター：森田隆行、大石正通
- AP：岩田裕美
- ディレクター：木村光一、小林淳一、田辺繁郎、東海林大介、恵面亮介、曽我翔
- 演出：加藤宏実、奥村竜
- プロデューサー：遠藤正累/宇佐美友教、阿河朋子、竹下美佐、木村優子
- 総合演出：福士睦
- チーフプロデューサー：安岡喜郎
- 監修：吉川圭三
- 制作協力：日企、えすと
- 製作著作：日本テレビ

## ナレーション
- 江森浩子
- 掛川裕彦
- 杉本るみ
- 広中雅志
- 武田広
- 真地勇志